# AI no Idenshi
AI no Idenshi (яп. AIの遺電子 Аи но идэнси, «Ген искусственного интеллекта») — японская манга, написанная и проиллюстрированная Кюри Ямадой. С ноября 2015 по август 2017 года манга издавалась журналом Weekly Shōnen Champion. Её главы были собраны в восемь танкобонов. Продолжение AI no Idenshi: Red Queen выходило в журнале Bessatsu Shōnen Champion с октября 2017 по июнь 2019 года и позже было собрано в пять томов. С июля 2020 года в журнале Bessatsu Shōnen Champion выходит триквел AI no Idenshi: Blue Eagle, по состоянию на июнь 2023 года собранный в шесть томов. Адаптация в формате аниме-телесериала производства Madhouse выходила в эфир с июля по сентябрь 2023 года.

## Синопсис
AI no Idenshi погружает в футуристический мир, где заметную часть населения составляют гуманоиды, продвинутые существа с человекоподобными чертами и продвинутым искусственным интеллектом. История разворачивается вокруг доктора Хикару Судо под псевдонимом «Моггадит», преданного своему делу врача, специализирующегося на лечении этих существ. В то же время он ведёт двойную жизнь, тайно принимая участие в несанкционированных медицинских практиках, чтобы облегчить проявления их уникальных болезней.
Доктор Судо оказывается в центре морально-этических дилемм, воочию наблюдая за проблемами, с которыми сталкиваются существа с искусственным интеллектом.

## Персонажи
- Хикару Судо (яп. 須堂 光 Судо Хикару)

Сэйю: Такэо Оцука
- Риса Хигути (яп. 樋口 リサ Хигути Риса)

Сэйю: Юмэ Миямото
- Джэй (яп. ジェイ)

Сэйю: Мицуки Иванака
- Каору (яп. カオル)

Сэйю: Нацуми Такамори

## Медиа

### Манга
Манга AI no Idenshi, написанная и проиллюстрированная Кюри Ямадой, публиковалась в журнале Weekly Shōnen Champion с 5 ноября 2015 года по 24 августа 2017 года. Она была собрана в восемь танкобонов, изданных с апреля 2016 по ноябрь 2017 года. Продолжение манги под названием AI no Idenshi: Red Queen (яп. AIの遺電子 RED QUEEN, «Ген искусственного интеллекта: Красная Королева») выходило в журнале Bessatsu Shōnen Champion с 12 октября 2017 года по 12 июня 2019 года. С апреля 2018 по август 2019 года было опубликовано пять танкобонов. 10 июля 2020 года в Bessatsu Shōnen Champion начала выпускаться манга под названием AI no Idenshi: Blue Age (яп. AIの遺電子 Blue Age, «Ген искусственного интеллекта: Век грусти»). По состоянию на ноябрь 2023 года было выпущено семь танкобонов.

#### Список томовAI no Idenshi
| № | Дата оригинального выпуска | ISBN в Японии     |
| - | -------------------------- | ----------------- |
| 1 | 8 апреля 2016 года         | 978-4-253-22096-5 |
| 2 | 8 июля 2016 года           | 978-4-253-22097-2 |
| 3 | 7 октября 2016 года        | 978-4-253-22098-9 |
| 4 | 8 декабря 2016 года        | 978-4-253-22099-6 |
| 5 | 8 марта 2017 года          | 978-4-253-22100-9 |
| 6 | 8 июня 2017 года           | 978-4-253-22114-6 |
| 7 | 8 августа 2017 года        | 978-4-253-22115-3 |
| 8 | 8 ноября 2017 года         | 978-4-253-22116-0 |

#### AI no Idenshi: Red Queen
| № | Дата оригинального выпуска | ISBN в Японии     |
| - | -------------------------- | ----------------- |
| 1 | 6 апреля 2018 года         | 978-4-253-21166-6 |
| 2 | 8 августа 2018 года        | 978-4-253-21167-3 |
| 3 | 7 декабря 2018 года        | 978-4-253-21168-0 |
| 4 | 8 апреля 2019 года         | 978-4-253-21169-7 |
| 5 | 8 августа 2019 года        | 978-4-253-21170-3 |

#### AI no Idenshi: Blue Age
| № | Дата оригинального выпуска | ISBN в Японии     |
| - | -------------------------- | ----------------- |
| 1 | 8 апреля 2021 года         | 978-4-253-29161-3 |
| 2 | 6 августа 2021 года        | 978-4-253-29162-0 |
| 3 | 7 января 2022 года         | 978-4-253-29163-7 |
| 4 | 7 июля 2022 года           | 978-4-253-29164-4 |
| 5 | 8 декабря 2022 года        | 978-4-253-29165-1 |
| 6 | 8 июня 2023 года           | 978-4-253-29166-8 |
| 7 | 8 ноября 2023 года         | 978-4-253-29167-5 |
| 8 | 8 июля 2024 года           | 978-4-253-29168-2 |

### Аниме
8 декабря 2022 года было объявлено об адаптации манги в аниме-сериал. Снял его на студии Madhouse режиссёр Юдзо Сато, сценарий написан Рюносукэ Кингэцу, дизайном персонажей занимался Кэй Цутия, который также стал главным режиссёром анимации; музыку написали Такаси Омама и Нацуми Табути. Сериал транслировался с 8 июля по 30 сентября 2023 года в блоке аниме на MBS и других каналах.
Crunchyroll лицензировала сериал за пределами Восточной Азии, а Muse Communication — в Юго-Восточной Азии.

## Награды
В 2017 году AI no Idenshi заняла 14-е место в справочнике «Kono Manga ga Sugoi!» в номинации «Лучшая манга для мужчин». В 2018 году AI no Idenshi получила награду Excellence Award в номинации «Манга» на Japan Media Arts Festival.